# بلاگووشچنکا (سرزمین آلتایی)
بلاگووشچنکا (انگلیسی: Blagoveshchenka, Altai Krai) یک شهرک در شهرستان بلاگووشچنسکی سرزمین آلتایی کشور روسیه است.